# 希斯拉維奇
希斯拉维奇（羅馬化：Khislavichi）是俄罗斯斯摩棱斯克州的市级镇，为该州希斯拉维奇区行政中心及规模最大聚居地。地处斯摩棱斯克州西南部，位于第聂伯河一支流索日河畔，在州府斯摩棱斯克南偏东方，西南距俄白国界约21公里。附近的火车站有东北方的波奇诺克站。
该地2022年人口有3,792人；2010年人口4,138；2002年人口4,617；1989年人口5,013。